# Tetraedro di Reuleaux

Un'animazione del tetraedro di Reuleaux.

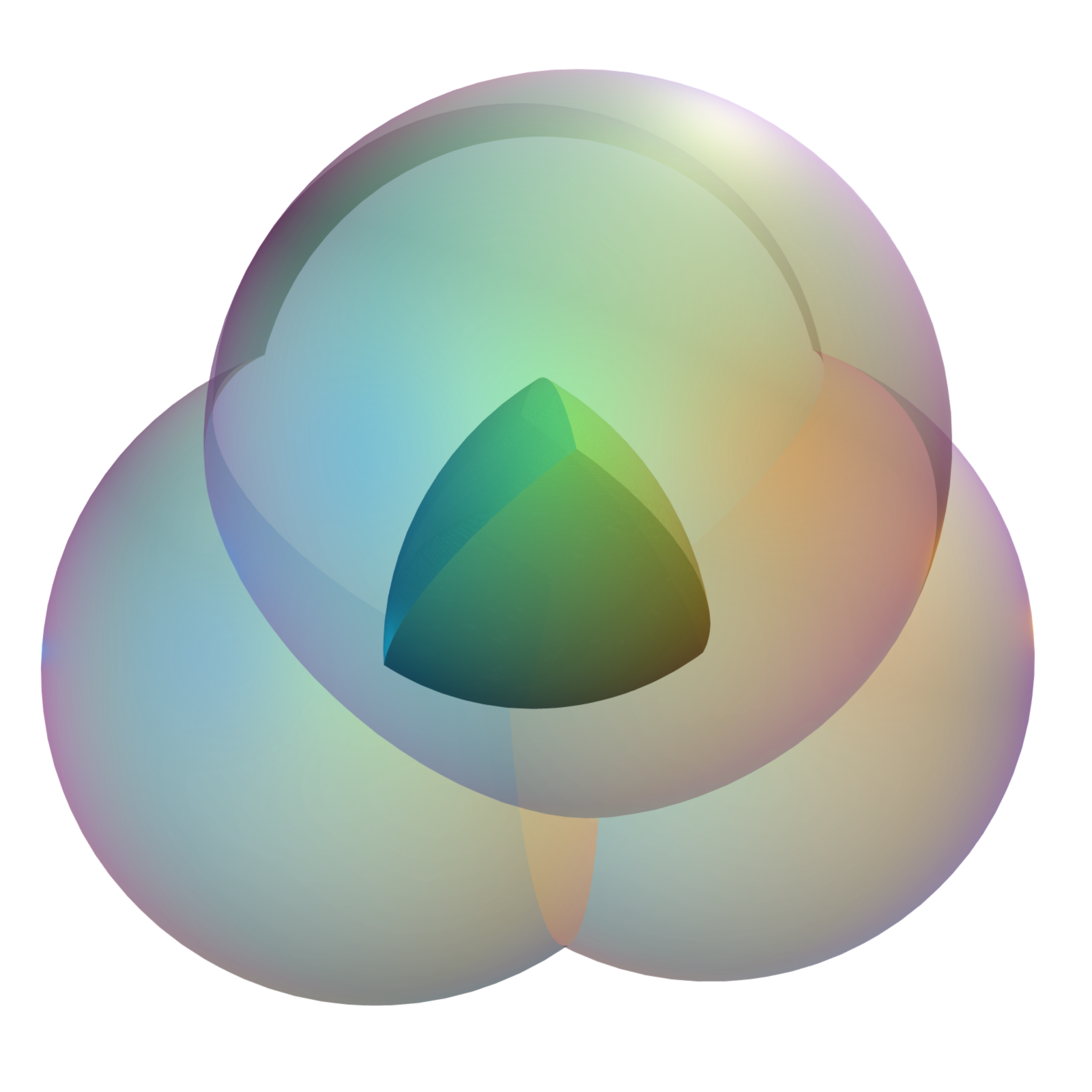
Quattro sfere che si intersecano a formare un tetraedro di Reuleaux.

Il tetraedro di Reuleaux è il solido risultante dall'intersezione di quattro sfere di raggio s centrate ai vertici di un tetraedro regolare con spigoli di lunghezza s. La superficie di ognuna delle sfere passa dai centri delle altre sfere, che formano quindi i vertici di una faccia del tetraedro di Reuleaux. Il tetraedro di Reuleaux ha dunque la stessa struttura facciale di un tetraedro regolare ma con facce curve: quattro vertici e quattro facce curve, collegate da sei spigoli arcuati.
Il nome di tale solido deriva per analogia da quello del triangolo di Reuleaux, una curva ad ampiezza costante bidimensionale. Tuttavia, contrariamente a quanto accade per il triangolo di Reuleaux, il tetraedro di Reuleaux non è una superficie ad ampiezza costante. Entrambe le figure prendono il nome da Franz Reuleaux, un ingegnere tedesco del XIX secolo considerato il padre della cinematica.

## Volume e superficie
Il volume di un tetraedro di Reuleaux è
{\displaystyle {\frac {s^{3}}{12}}(3{\sqrt {2}}-49\pi +162\tan ^{-1}{\sqrt {2}}\;\!)={\frac {s^{3}}{12}}\left(32\pi -81\cos ^{-1}\left({\tfrac {1}{3}}\right)+3{\sqrt {2}}\right)\approx 0,422s^{3}.}
La superficie è
{\displaystyle \left[8\pi -18\cos ^{-1}\left({\tfrac {1}{3}}\right)\right]s^{2}\approx 2,975s^{2}.}

## Corpi di Meissner
In un articolo del 1912, Ernst Meissner e Friedrich Schilling hanno dimostrato come modificare il tetraedro di Reuleaux in modo da ottenere una superficie ad ampiezza costante, sostituendo tre dei suoi spigoli arcuati con superfici arcuate formate come superfici di rotazione di un arco circolare. A seconda di quali tre spigoli si sostituiscono, tre che condividono un vertice o tre che formano una faccia triangolare, si ottengono due solidi non congruenti chiamati "corpi di Meissner" o "tetraedri di Meissner".
Nel 1934, Bonnesen e Fenchel pubblicarono una congettura, tutt'oggi da dimostrare, secondo cui tra tutti i solidi convessi di larghezza
costante, quelli che minimizzano il volume sono i corpi di Meissner. In relazione a questo problema, Campi, Colesanti e Gronchi hanno dimostrato che la superficie di rotazione con volume minimo e ampiezza costante è la superficie data dalla rotazione del triangolo di Reuleaux attorno a uno dei suoi assi di simmetria.